# Kuru (regno)
Kuru (sanscrito: कुरु) fu un'unione tribale emersa nel periodo vedico dell'antica India, ed evolutasi in una delle prime entità statuali dell'area. Era incentrato nei moderni stati indiani di Delhi, Haryana, Punjab e parte dell'Uttar Pradesh.
Il regno di Kuru divenne il centro politico e culturale dominante del medio periodo vedico, durante i regni di Parikshit e Janamejaya, ma diminuì di importanza durante il tardo periodo vedico (c. 900 - c. 500 a.C.) e dal periodo Mahajanapada nel V secolo a.C. divenne uno dei tanti regni della regione. Tuttavia, le tradizioni e le leggende sui Kuru continuarono nel periodo post-vedico, fornendo la base per l'epopea del Mahabharata.
Le principali fonti contemporanee per ricostruire la storia del regno di Kuru sono i Veda, che contengono dettagli della vita durante questo periodo e riferimenti a persone ed eventi storici. Il periodo e l'estensione geografica del regno di Kuru (come determinato dallo studio filologico della letteratura vedica) suggeriscono la sua corrispondenza con la cosiddetta cultura della ceramica grigia dipinta.

## Tra storia e leggenda
Il regno di Kuru e la sua dinastia figurano in modo preminente nella mitologia indiana. Il tema centrale del poema epico Mahabharata riguarda la guerra fra i Pandava e i Kaurava, due famiglie discendenti dall'eponimo re Kuru. La datazione tradizionale di tale evento è intorno al 1000 a.C., tuttavia l'archeologia non ha fornito prove conclusive del fatto che gli eventi specifici descritti abbiano una base storica. Il testo esistente del Mahabharata ha attraversato molti livelli di sviluppo e appartiene principalmente al periodo tra il 400 a.C. e 400 d.C. All'interno della trama del Mahabharata, i re storici Parikshit e Janamejaya sono rappresentati in modo significativo come discendenti del clan Kuru.
Uno storico re Kuru di nome Dhritarashtra Vaichitravirya è menzionato nel Kathaka Samhita dello Yajurveda (1200–900 aC circa) come discendente del re Sudas dell'era rigvedica. Secondo quanto riferito, il suo bestiame sarebbe stato distrutto a causa del conflitto con gli asceti Vratya; tuttavia, questa menzione vedica non fornisce una conferma per l'accuratezza del racconto del Mahabharata del suo regno.